# Berberis rubrostilla
Berberis ×rubrostilla ist eine Pflanzenart aus der Gattung der Berberitzen (Berberis). Sie ist eine Hybride aus der Knäuelfrüchtigen Berberitze (Berberis aggregata) und einer Varietät von Wilsons Berberitze (Berberis wilsoniae var. parviflora).

## Beschreibung
Der sommergrüne (laubabwerfende) Strauch ist rundlich und kann bis 1,5 Meter hoch werden. Die Rinde der kantigen Zweige ist zunächst fein behaart, später rotbraun gefärbt. Die Dornen sind meist dreiteilig und bis zu 2 Zentimeter lang. Die oberseits frischgrünen, unterseits blaugrünen Laubblätter sind verkehrt-eiförmig, schmal, bis 3 Zentimeter lang und netznervig; sie weisen an jeder Seite 6 feine Dornen auf.
Die Blüten sind hellgelb, bis zu 2 Zentimeter lang und erscheinen im Juni; sie stehen zu 2 bis 4 in bis zu 2,5 Zentimeter langen doldenartigen Trauben. Die Früchte sind eiförmig, werden bis 1,5 Zentimeter lang und sind korallenrot.

## Verwendung
Berberis ×rubrostilla ist als Zuchtform entstanden und wird häufig als Zierstrauch verwendet.